# Stanisław Bogusław Rupniewski
Stanisław Bogusław Rupniewski herbu Szreniawa (zm. 1 grudnia 1764 roku) – kasztelan małogoski w latach 1730–1763, kasztelan konarski kujawski w 1726 roku, wojski sandomierski w latach 1724–1726, starosta demidowski i szydłowski, w 1734 roku był deputatem z Senatu do podpisania konfederacji dzikowskiej.

## Rodzina
Synowiec Stefana, ojciec Ignacego, dziedzica Gnojna i Gorzakowa. Czterokrotnie żonaty. 
- Pierwsza żona Mariannę Elżbietę po mężu Rupniewską poślubił w 1700, była ona córką podstolego podlaskiego.
- Druga Krystyna Jawornicka herbu Gozdawa, była córką podczaszego czernichowskiego.
- Trzecia z nich Helena Ludwika Wodzicka herbu Leliwa była córką Jana Wawrzyńca (zm. 1697), sekretarza dworu królewskiego i Anny Marii. Była ona wdową po Stefanie Przerębskim.
- Czwarta Katarzyna Fredro herbu Bończa, córka Stanisława Józefa, kasztelana lwowskiego. Małżeństwo w latach 1736-1743, zakończone rozwodem. Urodziła ona Ignacego i Kacpra.